# Воячек, Владимир Игнатьевич
Влади́мир Игна́тьевич Воя́чек (8 [20] марта 1876, Санкт-Петербург — 19 октября 1971, Ленинград) — советский оториноларинголог, академик АМН СССР (1944), заслуженный деятель науки РСФСР (1933), Герой Социалистического Труда (1961), генерал-лейтенант медицинской службы (1943).

## Биография
Родился в Санкт-Петербурге 8 (20) марта 1876 года. Отец — Игнатий Каспарович Воячек (1825—1916), музыкант, профессор Санкт-Петербургской консерватории.
Его племянник — сын сестры Людмилы Игнатьевны (1869—1953) и композитора Александра Александровича Фридмана — физик и математик Александр Александрович Фридман.
В 1894 году окончил с золотой медалью 6-ю Санкт-петербургскую гимназию; в 1899 году — Императорскую военно-медицинскую академию; работал в клинике Н. П. Симановского. В 1917—1956 гг. — профессор (с 1930 г. — заведующий кафедрой оториноларингологии), в 1919—1925 гг. — вице-президент и в 1925—1930 гг. — начальник Военно-медицинской академии. В 1956—1968 гг. — профессор-консультант академии. С 1968 г. — в отставке.
По его инициативе в 1930 г. создан Ленинградский научно-исследовательский институт болезней уха, горла, носа и речи.
Избирался делегатом XV Всероссийского съезда Советов (1931), VII (1935) и VIII (Чрезвычайного, 1936) Всесоюзных съездов Советов.
Умер 19 октября 1971 года. Похоронен на Богословском кладбище Санкт-Петербурга, на площадке военно-медицинской академии (уч. 30). На могиле установлена гранитная стела с барельефом.

## Научная деятельность
Основные труды — по физиологии, патологии и методике исследования внутреннего уха, морской и воздушной болезням, глухонемоте, порокам речи. Описал оригинальные симптомы и формы заболеваний, например, заболевание лимфатических узлов пищевого происхождения, симптом «сизо-белых» пятен при сосудодвигательных расстройствах, отосклерому.
Предложил ряд новых операций, медицинских инструментов, методов хирургической техники: безмолотковые операции на височной кости; «щадящие» методы оперирования при заболеваниях уха, горла и носа с микроинструментарием; оригинальный метод удаления гортани при раке, новый вариант радикальной операции среднего уха; мобилизация носовой перегородки и др.
Разработал нормативы отбора личного состава в авиацию и на флот, а также методику исследования вестибулярного аппарата, применяемую при отборе лётчиков и космонавтов.
Создал крупную школу оториноларингологов.
Состоял членом правления Всесоюзного и Российского (РСФСР) оториноларингологических обществ, членом-корреспондентом Венского и Чехословацкого оториноларингологических обществ.
Автор около 300 научных работ, в том числе учебников по оториноларингологии. В 1934 г. создал первое руководство по оториноларингологической помощи в Красной Армии. Один из авторов и редактор 8-го тома труда «Опыт советской медицины в Великой Отечественной войне 1941—1945 гг.».

### Избранные труды
- Военная отоларингология. — 3-е изд. — М., 1946.
- Вопросы практической отоларингологии. — М.; Л., 1930.
- Основы авиационной медицины. — М.; Л., 1939.
- Основы оториноларингологии. — 4-е изд. — Л., 1953.
- Практические методы исследования лабиринтной функции. — М., 1915.
- Ушные, носовые и горловые болезни. — Ч. 1—2. — Л., 1925—1926.
- Функция слухового аппарата при острых заболеваниях среднего уха и его придатков : Дисс. — СПб. 1903.

## Награды
- Герой Социалистического Труда (26.12.1961)
- пять орденов Ленина (07.07.1933; 21.02.1945; 25.12.1946; 15.01.1952; 26.12.1961)
- два ордена Красного Знамени (03.11.1944; 24.06.1948)
- орден Отечественной войны 1-й степени (11.07.1945)
- два ордена Трудового Красного Знамени (07.12.1940 — «за выдающиеся заслуги перед страной и Красной Армией в области научной, педагогической, врачебной и общественной деятельности»; 19.12.1966)
- медаль «XX лет Рабоче-Крестьянской Красной Армии»
- другие медали
- заслуженный деятель науки РСФСР (1933)
- почётный диплом Тулузского университета (Франция).

## Адреса в Санкт-Петербурге / Ленинграде
- 1900—1910 — ул. Фурштатская, 6[6]
- 19??—1971 — ул. Клиническая, дом 4, кв. 2

## Память
Имя В. И. Воячека в 1935 г. присвоено оториноларингологической клинике Военно-медицинской академии.